# Chiclets Adams de México
Chiclets Adams de México fue un equipo que participó en la Liga Mexicana de Béisbol con sede en la Ciudad de México, México.

## Historia
Chiclets Adams participó durante cinco temporadas en la Liga Mexicana de Béisbol, debutó para la campaña de 1928 donde consiguió terminar en sexto lugar con marca de 6 ganados y 11 perdidos. El siguiente año el equipo logró terminar empatados en primer lugar con el equipo Delta de México a quienes venció en 3 juegos de una serie final, obteniendo de esta manera el único campeonato de su historia. Las siguientes temporadas el equipo de Chiclets Adams tuvo malos resultados al terminar en los últimos lugares de la liga con marcas perdedoras. Durante su última temporada en la liga terminó con marca de 15 ganados y 21 perdidos, solamente por encima del equipo de Cardenales de Puebla.